# Teoria de les cèl·lules solars

Diagrama de bandes d'una cèl·lula solar, corresponent a un corrent molt baix (nivell de Fermi horitzontal), una tensió molt baixa (bandes de valència metàl·lica a la mateixa alçada) i, per tant, una il·luminació molt baixa.

La teoria de les cèl·lules solars explica el procés pel qual l'energia lluminosa dels fotons es converteix en corrent elèctric quan els fotons incideixen en un dispositiu semiconductor adequat. Els estudis teòrics són d'utilitat pràctica perquè prediuen els límits fonamentals d'una cèl·lula solar, i donen orientació sobre els fenòmens que contribueixen a les pèrdues ia l'eficiència de les cèl·lules solars.

## Explicació de funcionament
1. Els fotons de la llum solar impacten contra el panell solar i són absorbits pels materials semiconductors.
2. Els electrons (carregats negativament) es desprenen dels seus àtoms a mesura que són excitats. A causa de la seva estructura especial i dels materials de les cèl·lules solars, els electrons només poden moure's en una única direcció. L'estructura electrònica dels materials és molt important perquè el procés funcioni, i sovint s'utilitza silici que incorpora petites quantitats de bor o fòsfor en diferents capes.
3. Una sèrie de cèl·lules solars converteix l'energia solar en una quantitat utilitzable d'electricitat de corrent continu (DC).[2]

## Fotogeneració de portadors de càrrega
Quan un fotó colpeja una peça de semiconductor, pot passar una d'aquestes tres coses:
1. El fotó pot passar directament a través del semiconductor; això passa (generalment) per als fotons d'energia més baixa.
2. El fotó pot reflectir-se a la superfície.
3. El fotó pot ser absorbit pel semiconductor si l'energia del fotó és superior al valor de la bretxa de banda. Això genera un parell electró-forat i de vegades calor depenent de l'estructura de la banda.[3]

Quan s'absorbeix un fotó, la seva energia es dona a un electró de la xarxa cristal·lina. Normalment aquest electró es troba a la banda de valència. L'energia donada a l'electró pel fotó l'"excita" a la banda de conducció on és lliure de moure's dins del semiconductor. La xarxa d'enllaços covalents de la qual abans formava part l'electró ara té un electró menys. Això es coneix com a forat i té càrrega positiva. La presència d'un enllaç covalent que falta permet que els electrons enllaçats dels àtoms veïns es moguin cap al "forat", deixant un altre forat enrere, propagant així forats per tota la xarxa en sentit contrari al moviment dels electrons negatius. Es pot dir que els fotons absorbits al semiconductor creen parells electró-forat.
Un fotó només necessita tenir una energia més gran que la de la banda buida per excitar un electró de la banda de valència a la banda de conducció. Tanmateix, l'espectre de freqüència solar s'aproxima a un espectre de cos negre a uns 5.800 K, i, com a tal, gran part de la radiació solar que arriba a la Terra es compon de fotons amb energies superiors a la banda buida del silici (1,12 eV), que s'aproxima al valor ideal per a una cèl·lula solar terrestre (1,4 eV). Aquests fotons d'energia més alta seran absorbits per una cèl·lula solar de silici, però la diferència d'energia entre aquests fotons i el buit de la banda de silici es converteix en calor (mitjançant vibracions de gelosia, anomenades fonons) en lloc d'energia elèctrica utilitzable.

## La unió pn
La cèl·lula solar més coneguda es configura com una unió pn de gran àrea feta de silici. Com a simplificació, es pot imaginar posar una capa de silici de tipus n en contacte directe amb una capa de silici de tipus p. El dopatge de tipus n produeix electrons mòbils (deixant enrere donants carregats positivament) mentre que el dopatge de tipus p produeix forats mòbils (i acceptors de càrrega negativa). -Tipus dopant en un costat d'una hòstia de tipus p (o viceversa).
Si una peça de silici de tipus p es posa en contacte estret amb una peça de silici de tipus n, es produeix una difusió d'electrons des de la regió d'alta concentració d'electrons (el costat de tipus n de la unió) a la regió de baixa concentració d'electrons (costat tipus p de la unió). Quan els electrons es difonen al costat del tipus p, cadascun aniquila un forat, fent que aquest costat estigui carregat negativament (perquè ara el nombre de forats positius mòbils és ara menor que el nombre d'acceptadors negatius). De la mateixa manera, els forats que es difonen al costat de tipus n fan que estigui més carregat positivament. No obstant això (en absència d'un circuit extern) aquest corrent de difusió dels portadors no continua indefinidament perquè la càrrega acumulada a banda i banda de la unió produeix un camp elèctric que s'oposa a una major difusió de més càrregues. Finalment, s'aconsegueix un equilibri on el corrent net és zero, deixant una regió a cada costat de la unió on els electrons i els forats s'han difós per la unió i s'han aniquilat mútuament anomenada regió d'esgotament perquè pràcticament no conté portadors de càrrega mòbils. També es coneix com a regió de càrrega espacial, encara que la càrrega espacial s'estén una mica més en ambdues direccions que la regió d'esgotament.